# Zone archéologique d'Aquilée
La zone archéologique d'Aquilée est un site de vestiges d'une cité romaine, situé sur la commune d'Aquilée dans la plaine du delta de la province d'Udine.
La majorité de ses vestiges est en grande partie accessible et non exploitée, sous le territoire agricole environnant, constituant ainsi une réserve archéologique des plus exceptionnelles. La zone archéologique ainsi que la basilique patriarcale d'Aquilée sont inscrites sur la liste du patrimoine mondial de l'humanité établie par l'Unesco en 1998.

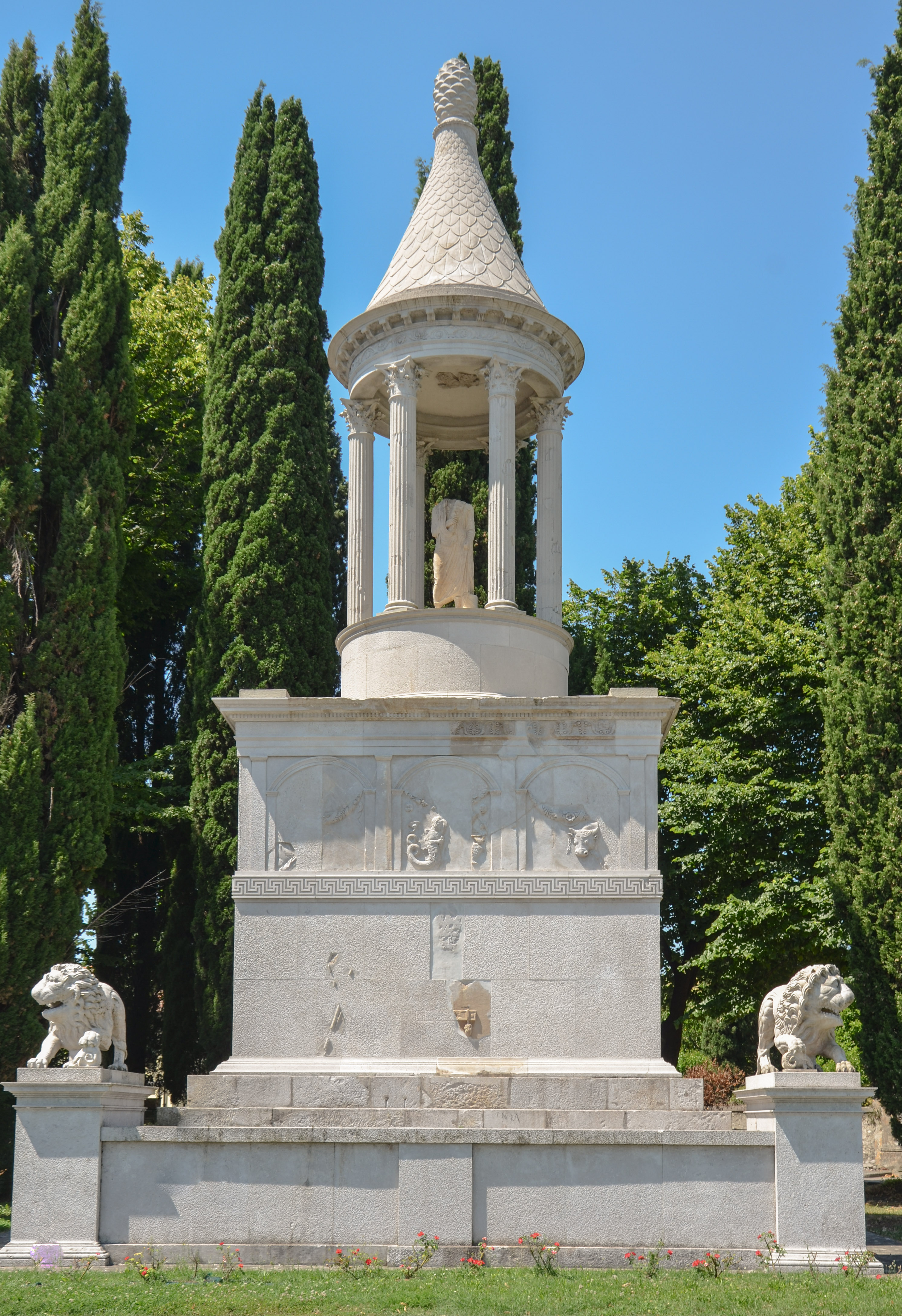
Mausolée augustéen, reconstitué en centre-ville.

## Présentation
Fondée par les Romains en -181, Aquilée devient rapidement un des plus importants et riches ports fluviaux de la Méditerranée. À cette époque, c'est une ville qui communique avec la mer Adriatique par l'intermédiaire d'un réseau hydrographique formé de chenaux fluviaux navigables naturels (Tarzo, Natissa) ainsi qu'artificiels tel le canale anfora. Bien orienté et conforme à la centuriation romaine, son réseau de navigation lui permet de devenir la plaque tournante du commerce - particulièrement de l'ambre et à partir du Ier siècle de la verrerie - entre la mer Méditerranée et les pays d'Europe centrale. On y frappe aussi monnaie entre 284 et 425.

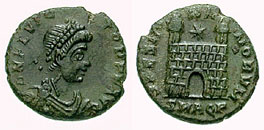
Monnaies de Flavius Victor.

## Le parc archéologique
Il est créé à la suite des fouilles conduites à partir des années 1930 et son complexe portuaire est actuellement le mieux conservé.

### Le complexe portuaire

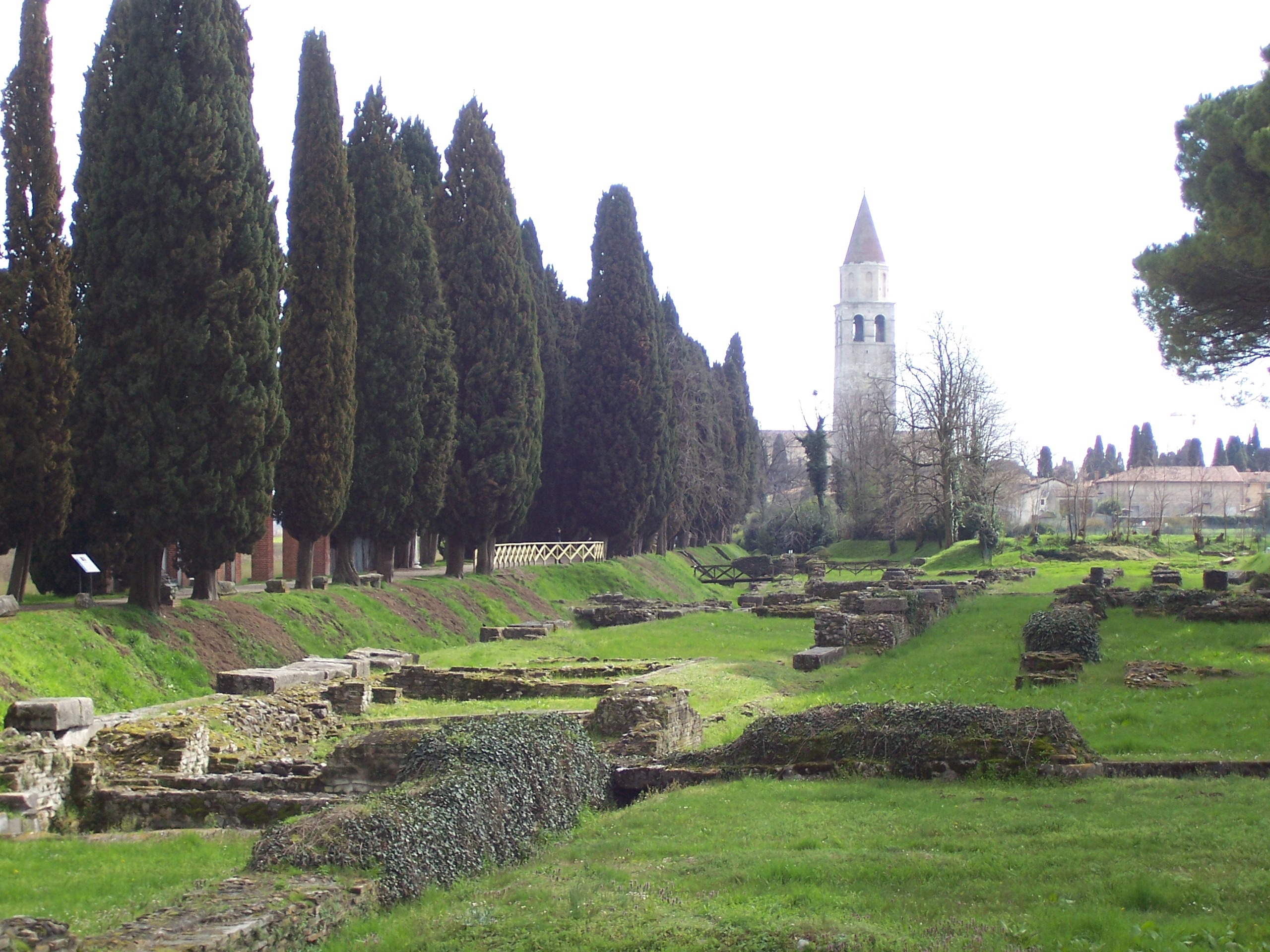
Vestiges du port fluvial.

Sa date d'aménagement se situe traditionnellement aux environs de la période Claudienne. À l'ombre des cyprès, sur la rive occidentale, l'itinéraire se déroule de la basilique jusqu'au lieu-dit Monastero où sont exposés des éléments architectoniques, inscriptions et vestiges des fortifications construites sur le quai aux alentours du IVe siècle. Le quai monumental sur deux niveaux est constitué d'orthostates en pietra d'Istria et pourvu d'anneaux de mouillage. Au-dessus et en retrait, se développent les vestiges d'une vaste zone d'entrepôts liés au forum par trois chemins correspondant à trois decumanus citadins.

### Les quartiers urbains
Au nord-est de la basilique et le long du côté occidental du cardo massimo, sont présentes des demeures de prestige ou domus couvrant un arc chronologique de la fin du Ier siècle jusqu'à la moitié du Ve et VIe siècles. L'occupation prolongée de ces édifices révèle de nombreuses structures maçonnées et des sols caractérisés par des tesselles de mosaïques blanches, noires et polychromes qui permettent de suivre l'évolution de la mosaïque aquélienne. Devant la difficulté de conserver in situ toutes les mosaïques, les autorités ont décidé de rendre visibles quelques-unes d'entre elles dans le musée archéologique d'Aquilée.

### Le centre-ville

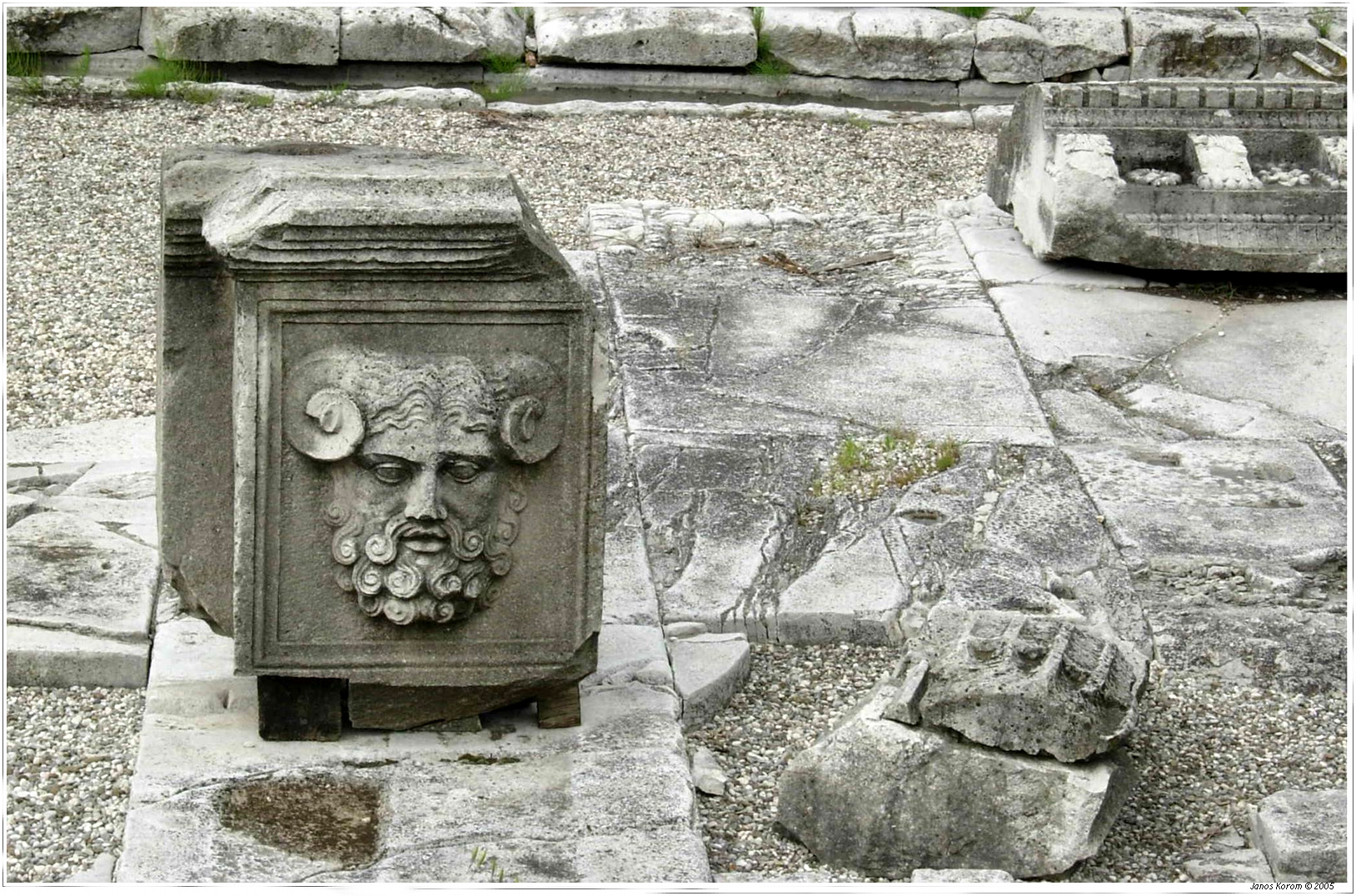
Protomé de Jupiter Ammon.

Du centre politique, administratif et religieux de la cité sont encore visibles, parmi d'autres vestiges, sur le côté oriental, l'anastylose du portail caractérisé par une décoration architectonique avec protomé de méduse et Jupiter Ammon et sous le pavement du sol une portion de la canalisation de l'aqueduc. Sur le côté méridional s'ouvrait la basilique romaine (palais de justice) de laquelle subsistent les structures de son périmètre et un decumanus avec une partie de son revêtement en basalte qui délimitait l'édifice au sud.
Toujours du côté méridional, le long des rives du fleuve Natissa, s'élevait un complexe du IVe et IVe siècles[Quoi ?] caractérisé par des boutiques situées en face d'une place pavée de grès.

### La nécropole

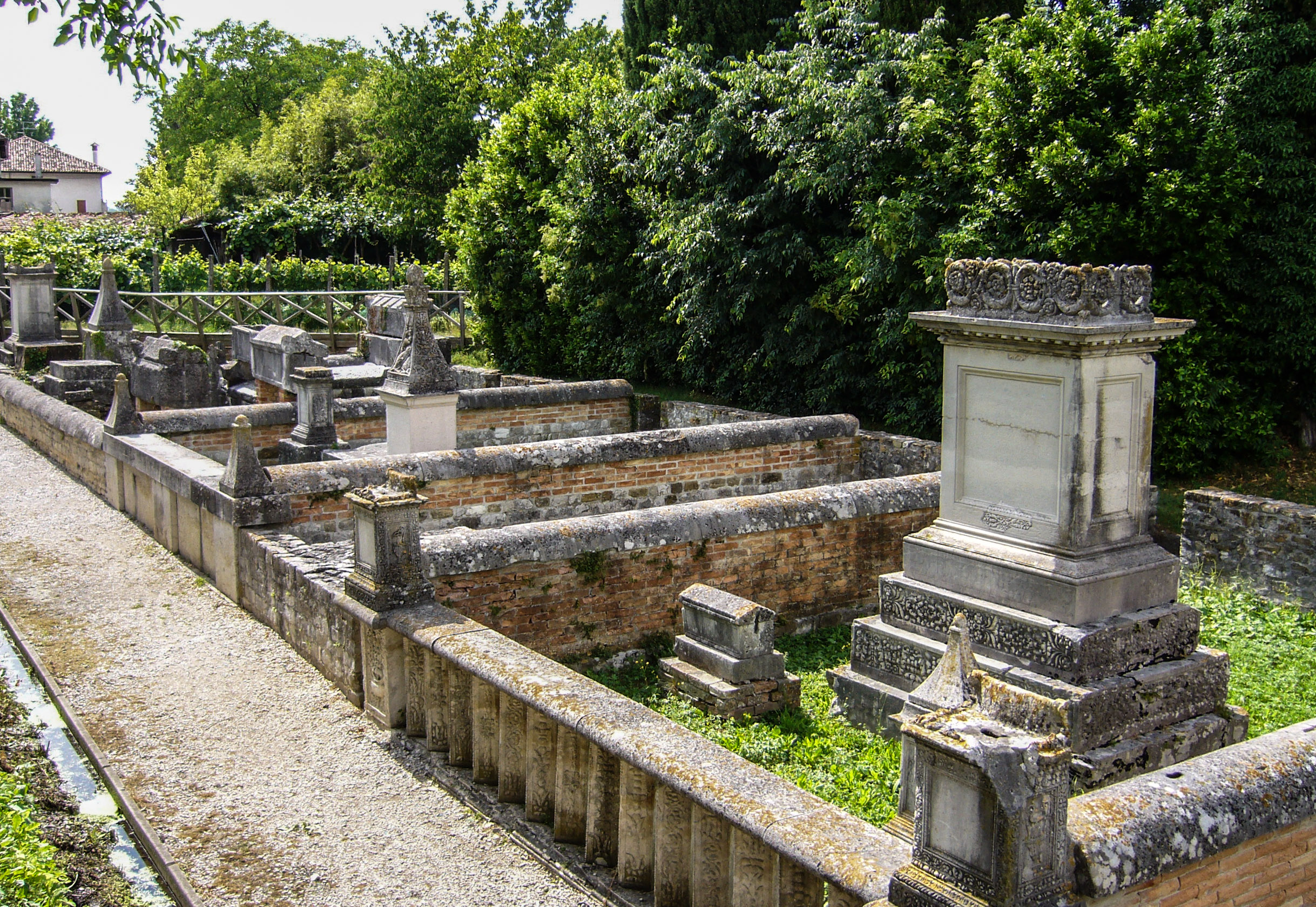
Stèles funéraires romaines d'Aquilée.

Située en dehors des enceintes de la ville, l'aire de la nécropole utilisée du Ier siècle jusqu'au début du IIIe siècle, permet de percevoir l'évolution du rituel funéraire romain, de l'incinération, urnes funéraires, à l'inhumation en sarcophage.